# Parafia Niepokalanego Serca Najświętszej Maryi Panny w Budach Głogowskich
Parafia Niepokalanego Serca Najświętszej Maryi Panny w Budach Głogowskich – parafia znajdująca się w diecezji rzeszowskiej w dekanacie Głogów Małopolski. Parafię erygowano w 1948 roku. 
Historia Bud Głogowskich sięga przełomu XVI i XVII wieku. Ale dopiero pod koniec XIX wieku zrodził się pomysł budowy własnego kościoła. Podjął się tego przedsięwzięcia ówczesny właściciel Bud, Austriak Karl Holzer. Przeznaczył na ten cel miejsce i materiał, ale pomysłu tego nie udało się jednak zrealizować. Temat powrócił po zakończeniu II wojny światowej, kiedy rozparcelowano majątek folwarku. Po długich staraniach społeczność Bud otrzymała na własność parafii 1 hektar ziemi w parku dworskim. Decyzję w imieniu rządu podpisał minister Stanisław Mikołajczyk. 
Z dawnego spichlerza dworskiego zrobiono tymczasową kaplicę i poczyniono starania o zatwierdzenie planów nowej świątyni przez Urząd Wojewódzki w Rzeszowie. W 1948 roku położono kamień węgielny pod kościół i rozpoczęto jego budowę, wykorzystując część murów spichlerza. Trzy lata później zakończono budowę, ale z braku funduszy bez wieży, a budynek dworskiej gorzelni przeznaczono na plebanię. Nową, kompletną świątynię oddano wiernym w listopadzie 1962 roku.